# Thawte
Thawte Consulting és una autoritat de certificació per a certificats X.509. Thawte va ser fundada l'any 1995 per Mark Shuttleworth a Sud-àfrica, i va ser comprada per VeriSign després d'una oferta de compra de 575 milions de dòlars el 1999. VeriSign i Thawte tenien totes dues els seus certificats inclosos a les primeres versions del Netscape, i van ser també inclosos per tota la resta, ja per defecte.
Thawte ofereix certificats SSL, certificats de desenvolupador, i també certificats S/Mime pel correu electrònic.